# Le Landeron
Le Landeron é uma comuna da Suíça, situada no cantão de Neuchâtel. Tem 10,31 km² de área e sua população em 2018 foi estimada em 4.645 habitantes.